# Viševica
Viševica, hrvatska planina u Gorskom kotaru u masivu Velike Kapele, sedlom Javorje (1200 m) odijeljena od Bitoraja.
Viševica se ističe izgledom i visinom (1428 m/nv.) od okolnih planina. Stožastog je oblika, a strmim zapadnim obroncima spušta se prema istočnom rubu Ličkog polja. Južnim obroncima Viševica se spušta ka selu Ravno gdje se na visini od (868 m) nalazi planinarski dom Vagabundina koliba. Osim travnatog vrha Viševica je obrasla gustom bukovom šumom.

## Vanjske poveznice
- Viševica – vrh